# Fred R. Cagle
Fred Ray Cagle (* 9. Oktober 1915 in Marion, Illinois; † 8. August 1968 in New Orleans, Louisiana) war ein US-amerikanischer Herpetologe und Hochschullehrer, der sich vornehmlich mit Schildkröten befasste.

## Leben
Cagle war das jüngste von vier Kindern von Fred und Agnes Cagle, geborene Guiney. Bereits im jungen Alter hatte er ein reges Interesse am Sezieren von Fröschen und hielt lebende Exemplare in der Familienwerkstatt. Als Cagle zwölf Jahre alt war, kam sein Vater bei einer Erdgasexplosion in einer Kohlemine ums Leben. Dank der finanziellen Unterstützung seiner Geschwister Clarence und Mary konnte Cagle während der Great Depression ein College besuchen. 
1937 erwarb er den Bachelor of Education an der Southern Illinois Normal University (heute Southern Illinois University Carbondale) (SIU-C). Im Juni 1938 heiratete er Josephine Alexander, mit der er einen Sohn und eine Tochter hatte. Im selben Jahr graduierte er zum Master of Science und 1943 wurde er mit der Dissertation The growth of the slider turtle Pseudemys scripta elegans unter der Leitung von Norman Edouard Hartweg zum Ph.D. an der University of Michigan promoviert. Für diese Arbeit führte er zwischen 1939 und 1941 Feldstudien über die Rotwangen-Schmuckschildkröte (Trachemys scripta elegans) in südlichen Illinois durch, während er einen Dozenten- und Museumsdirektorenposten an der Southern Illinois Normal University innehatte. 
Während des Zweiten Weltkriegs diente er drei Jahre bei der United States Air Force, wo er Piloten in den physiologischen Anforderungen des Höhenfluges ausbildete und schließlich zum Captain befördert wurde. 
Im Jahr 1946 wurde er Professor an der Tulane University, wo er bis zu seinem Tod im Jahr 1968 tätig war. 1952 wurde er Vorsitzender des Fachbereichs Zoologie, 1959 Koordinator des gesamten Forschungsbereichs und 1963 Vizepräsident der Universität. In letzterer Funktion war er für die institutionelle Entwicklung, die Beziehungen zur Öffentlichkeit und zur Regierung, die Aktivitäten der Hochschulabsolventen und die Überwachung des Forschungsbereichs verantwortlich. 
Cagle veröffentlichte zwischen 1937 und 1955 rund 40 Fachartikel zur Systematik, zum Verhalten und zur Biologie von Amphibien und Reptilien. Seine Hauptwerke umfassen eine Studie über das Heimfindeverhalten und die Wanderungen von Schildkröten (1944), die auf seiner Doktorarbeit basiert, eine Studie über die Unterart Trachemys scripta troosti der Nordamerikanischen Buchstaben-Schmuckschildkröte sowie die Erstbeschreibungen von vier Taxa aus der Gattung der Höckerschildkröten (Graptemys). 1957 schrieb er das Kapitel über Reptilien im Universitäts-Lehrbuch Vertebrates of the United States von W. Frank Blair, Albert P. Blair, Pierce Brodkorb und George A. Moore. 
1953 und 1956 erschienen seine einflussreichsten Artikel An Outline for the Study of A Reptile Life History und An outline for the study of an amphibian life history in der Schriftenreihe Tulane Studies in Zoology and Botany.
Cagle war Redakteur bei den Zeitschriften Copeia, Biological Abstracts und American Midland Naturalist.
Cagle war in zahlreichen nationalen und internationalen Organisationen aktiv. Von 1962 bis 1968 war er Mitglied in der Library of Congress, Vorstandsmitglied in der Gulf Universities Research Corporation, Mitglied im National Research Council der National Academy of Sciences, der Herpetologists’ League, der American Association for the Advancement of Science, in der Southwestern Association of Naturalists, der American Society of Naturalists, im National Council of University Research Administrators, in der American Society of Ichthyologists and Herpetologists, wo er von 1953 bis 1955 Vizepräsident war, in der American Society of Mammalogists, The Wildlife Society, in der Society for the Study of Evolution, Society of Systematic Zoology, der Ecological Society of America, der Nederlandse Verenlglng voor Herpetologie en Terrariumkunde,  der British Herpetological Society sowie im American Institute of Biological Sciences, wo er von 1957 bis 1962 Vorstandsmitglied war.
Cagle starb im August 1968 im Alter von 52 Jahren an den Folgen eines Aneurysmas.

## Dedikationsnamen

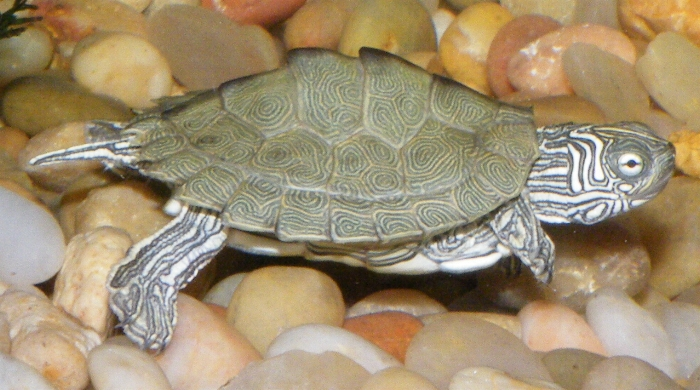
Die stark gefährdete Cagle-Höckerschildkröte (Graptemys caglei) wurde zu Ehren von Fred Cagle benannt.

1974 benannten David P. Haynes und Ronald R. McKown die Cagle-Höckerschildkröte (Graptemys caglei) aus Texas nach Fred R. Cagle.